# هشام الفراتي
هشام الفراتي ولد في 9 يونيو 1967 في تونس العاصمة، هو سياسي تونسي.

## السيرة الذاتية
حصل هشام الفراتي على الإجازة في القانون الخاص من كلية الحقوق والعلوم السياسية بتونس في 1992، ثم على شهادة ختم الدروس بالمرحلة العليا (مرحلة تكوين سلك مستشاري المصالح العمومية) من المدرسة الوطنية للإدارة في 1996. في نفس السنة بدأ مساره المهني كمستشار للمصالح العمومية في وزارة الداخلية التونسية، وتحمل بعدها العديد من المسؤوليات بكل من الإدارة العامة للشؤون الجهوية والإدارة المركزية.

في 2008، عين كاتبا عاما لولاية زغوان، قبل أن يعين بعد الثورة التونسية في 2 فبراير 2011 في منصب والي المنستير، التي بقي على رأسها حتى 24 مارس 2012.

في 2015، عين مديرا لديوان وزير الداخلية.

في 24 يوليو 2018، اقترحه رئيس الحكومة يوسف الشاهد لمنصب وزير الداخلية، ثم في 28 يوليو، تحصل على ثقة مجلس نواب الشعب ب148 صوت مع و13 ضد و8 محتفظين، بينما أدى اليمين الدستورية يوم 30 يوليو.

## الحياة الخاصة
هشام الفراتي متزوج وأب لطفلين.